# NGC 2967
NGC 2967 ist eine Spiralgalaxie vom Hubble-Typ Sc im Sternbild Sextant. Sie ist schätzungsweise 77 Millionen Lichtjahre von der Milchstraße entfernt.
Das Objekt wurde am 20. Dezember 1784 von Wilhelm Herschel entdeckt.

## NGC 2967-Gruppe (LGG 182)
| Galaxie   | Alternativname | Entfernung / Mio. Lj |
| --------- | -------------- | -------------------- |
| NGC 2967  | PGC 27723      | 78                   |
| NGC 3018  | PGC 28258      | 77                   |
| NGC 3023  | PGC 28272      | 77                   |
| PGC 27997 | UGC 5224       | 78                   |
| PGC 28010 | UGC 5228       | 77                   |
| PGC 28087 | UGC 5238       | 73                   |
| PGC 28101 | UGC 5242       | 76                   |
| PGC 28148 | UGC 5249       | 77                   |
| PGC 28408 | MCG +0-25-24   | 76                   |